# US 708
US 708 oder HVS 2 ist ein Stern aus der seltenen Gruppe der Hyperschnellläufer, also ein Objekt, das sich schneller bewegt als die Fluchtgeschwindigkeit der Milchstraße, und der deshalb aus ihr herausfliegt, ohne dass ihre Schwerkraft ihn daran hindern kann. Mit einer Geschwindigkeit von etwa 1200 km pro Sekunde war er im März 2015 der schnellste bekannte ungebundene Stern in der Milchstraße. Er befindet sich von der Erde aus gesehen im Sternbild Großer Bär.
Im Gegensatz zu den meisten anderen bekannten Hyperschnellläufern ist US 708 kein Hauptreihenstern, sondern ein heißer Unterzwerg. Außerdem erhielt er seine hohe Eigengeschwindigkeit vermutlich nicht durch eine nahe Begegnung mit dem supermassereichen Schwarzen Loch im Zentrum der Milchstraße, sondern durch die Supernova-Explosion eines nahen Begleiters.
Der Stern wurde neben anderen in einem 1982 von Usher, Mattson und Warnock in der ApJS publizierten Fachartikel zu leuchtschwachen Sternen mit hohem UV-Exzess verzeichnet. Er wurde dann vom Sloan Digital Sky Survey als SDSS J093320.86+441705.4 katalogisiert. 2008 wurde er als HVS klassifiziert, da damals eine Geschwindigkeit relativ zur Milchstraße von 751 km/s beobachtet wurde.
2015 wurde eine Geschwindigkeit von 1157 km/s und eine Rotationsgeschwindigkeit von 115 km/s beobachtet. Damit wäre US 708 der schnellste bekannte, nicht gravitativ gebundene Stern der Milchstraße und auch der Stern mit der schnellsten Rotation.